# Farnaces (noble)
Farnaces (en llatí Pharnaces, en grec antic Φαρνάκης) era un noble persa.
Era cunyat del darrer rei aquemènida Darios III de Pèrsia Codomà, al costat del qual va lluitar en la batalla del Grànic contra els macedonis dirigits per Alexandre el Gran l'any 334 aC, batalla en la qual va trobar la mort, segons Flavi Arrià i Diodor de Sicília.